# متحف الاثنوغرافيا في أنقرة
متحف الإثنوغرافيا في أنقرة هو متحف للإثنوغرافيا مخصص لثقافات الحضارات التركية. صمم المبنى المهندس المعماري عارف حكمت كيون أوغلو وتم بناؤه بين عامي 1925 و 1928. المتحف استضاف مؤقتا تابوت مصطفى كمال أتاتورك من 21 نوفمبر 1938 حتى 10 نوفمبر 1953، خلال فترة بناء انيتكابير، مثواه الأخير.

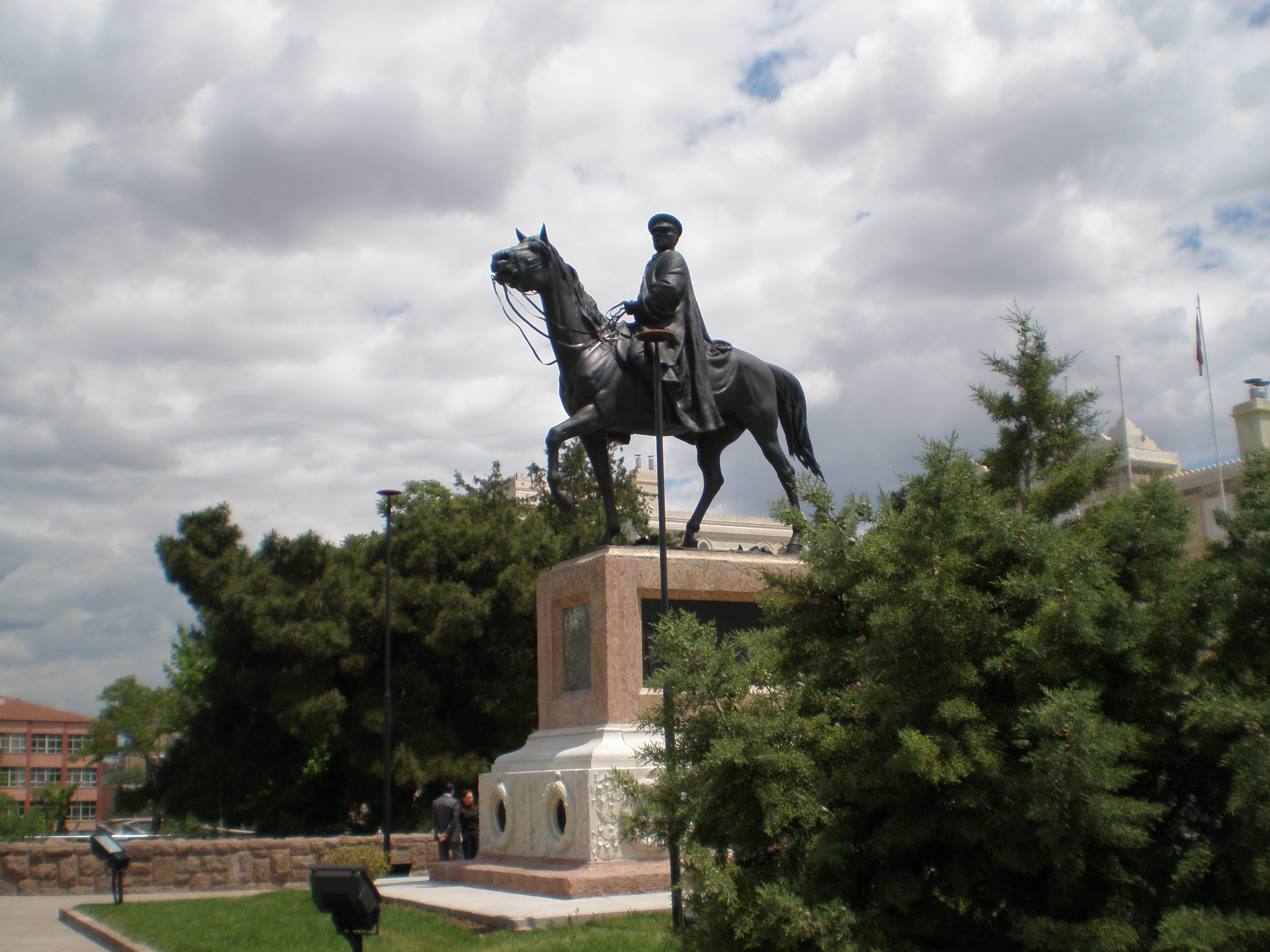
تمثال أتاتورك

## استراحة مؤقتة من أتاتورك
بعد وفاة أتاتورك في 10 نوفمبر 1938 في قصر دولماباهس، إسطنبول، تم نقل رفاته في 19 نوفمبر عن طريق البحر على متن سفينة إلى إزميت، ثم بالقطار  إلى أنقرة، ووصل في 20 نوفمبر. تم وضع النعش على قارورة في مقدمة مبنى الجمعية الوطنية التركية الكبرى لجنازة أتاتورك الرسمية. في 21 نوفمبر عام 1938، تم نقل جثمانه على متن سفينة يجرها حصان إلى متحف الإثنوغرافيا في أنقرة. بريطاني،  إيراني  ويوغسلافيا  حراس شرف يرافقون القناطر إلى المتحف.
تم وضع النعش الماهوغاني في أتاتورك داخل تابوت رخامي أبيض حيث بقيت فيه لمدة 15 عامًا تقريبًا. في 4 نوفمبر 1953، بعد الانتهاء من انيتكابير، افتتح التابوت الخاص به في حضور رئيس البرلمانريفيك كورالتان، ورئيس الوزراء عدنان مندريس، ورئيس الأركان العامة نوري ياموت ومسؤولين آخرين. تمت إزالة النعش ووضع على النعش منصة التابوت في المتحف، حيث بقي حتى 10 نوفمبر 1953 في الذكرى ال 15 لوفاته. تم نقله إلى انيتكابير في نفس اليوم، برفقة تكريم عسكري على متن سفينة في كورتيجا.

## روابط خارجية
- Almost 60 pictures of pieces as well as shots of the museum's interior and exterior
- Museum official website